# 皮西 (爱沙尼亚)

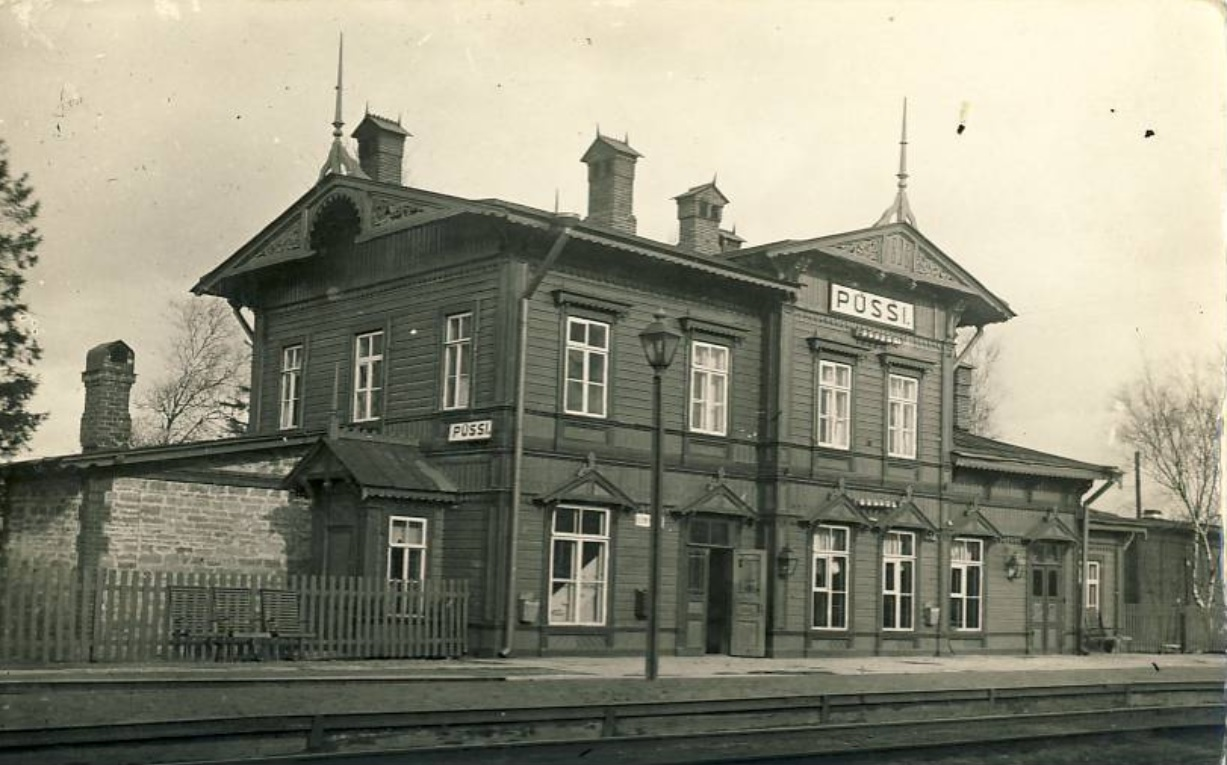
皮西火车站（已毁于二战）

皮西是愛沙尼亞東維魯縣吕加努塞市镇内的非独立市，位於該國東北部，距離首都塔林142公里，毗鄰與俄羅斯接壤的邊境，面積2.1平方公里，2010年人口1,802。
59°22′N 27°03′E / 59.367°N 27.050°E